# Sint-Eventiuskerk

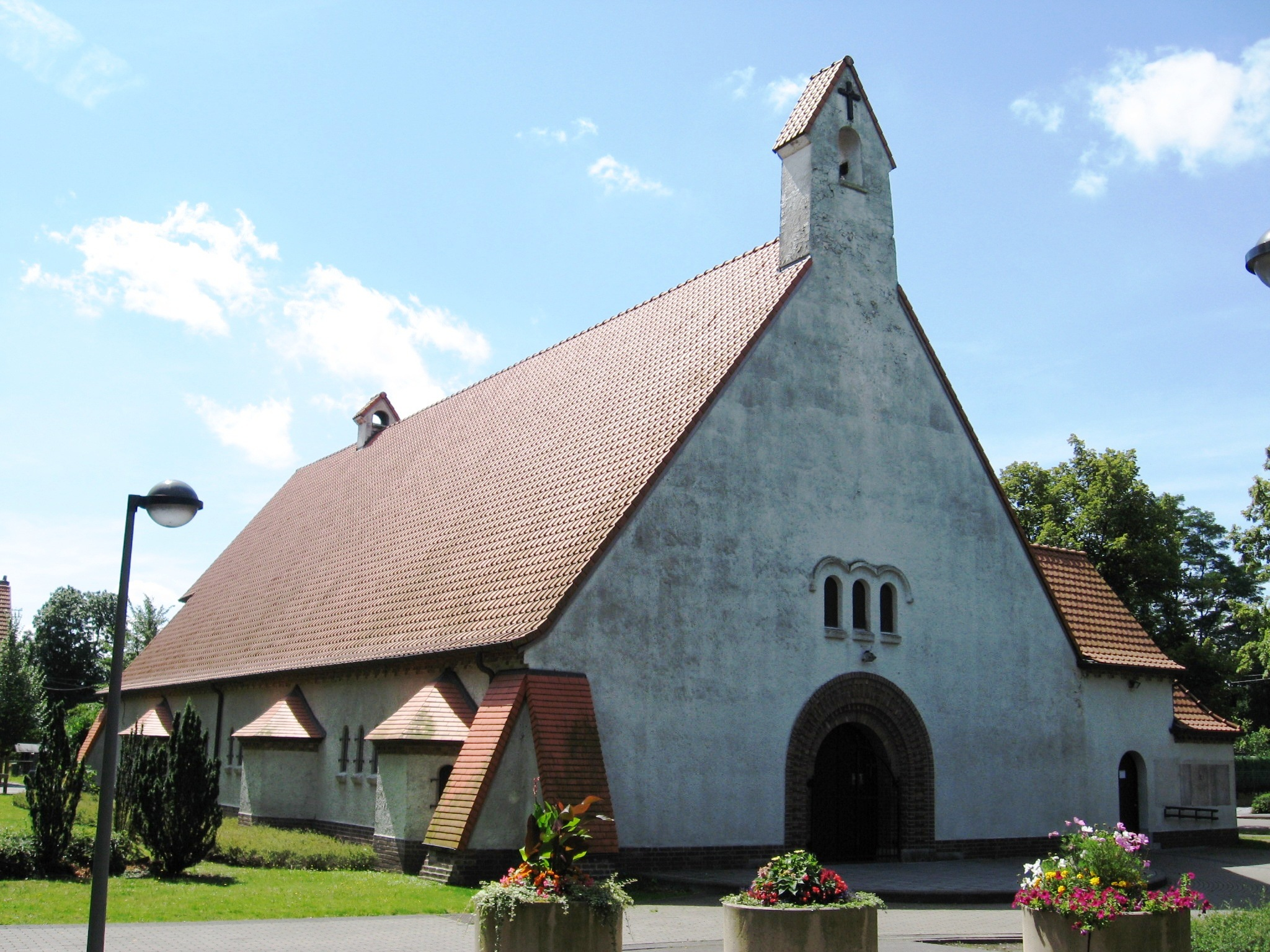
Sint-Eventiuskerk

De Sint-Eventiuskerk is een parochiekerk in de Genkse wijk Winterslag, gelegen aan Noordlaan 80.
De kerk werd omstreeks 1935 gebouwd voor de tweede cité van Winterslag. De architect van de kerk was Auguste vanden Nieuwenborg. Merkwaardig is dat deze kerk gewijd is aan een zeer onbekende heilige, namelijk Sint-Eventius, waarvan het bestaan tegenwoordig wel in twijfel wordt getrokken.
Het is een wit gebouw met een opvallend groot zadeldak dat ook de koorzijde van de kerk goeddeels afdekt en voorzien is van oranjerode dakpannen. Op het dak bevinden zich twee dakruitertjes, maar een toren ontbreekt.